# Andebol do Sporting Clube de Portugal
O Sporting Clube de Portugal (andebol) é um clube português de andebol sediado em Lisboa. É uma das secções profissionais do clube ecléctico Sporting CP e representa uma das modalidades de alto rendimento praticadas no clube. É um dos quatro grandes clubes de andebol de Portugal, com mais de 160.000 sócios registados que contribuem financeiramente para a manutenção da modalidade. As suas equipas, atletas e simpatizantes, de alviverde, são apelidados de sportinguistas e leões pelos seus fãs.
É o clube mais bem sucedido em Portugal, tendo conquistado o Campeonato Nacional com a sua equipa profissional masculina por 23 vezes, sendo também detentor de 19 Taças de Portugal e 5 Supertaças num total de 47 títulos nacionais. É também detentor de 16 títulos regionais.

Internacionalmente, conquistou a Taça Challenge por duas vezes, tendo sido o primeiro clube português a alcançar o feito, e alcançou as meias finais da Liga dos Campeões por uma vez.

## História
O andebol é praticado no Sporting Clube de Portugal desde 1932, por influência de Salazar Carreira que introduziu a modalidade no clube. Foi a 10 de Abril que uma equipa do Sporting realizou o seu primeiro jogo na modalidade, então na variante de onze, a única que se praticava na altura, com o Sporting a vencer o Centro de Armas por 1-0. Curiosamente, o primeiro jogo oficial seria um mês depois frente ao mesmo adversário, mais concretamente em 15 de Maio de 1932.
O andebol de salão, que mais tarde ficou conhecido por andebol de sete, foi aprovado pela Federação Internacional da modalidade em 1937, mas a primeira demonstração desta variante em Portugal, só aconteceu a 12 de Setembro de 1949 no recinto de patinagem de Cascais, tendo uma equipa do Sporting defrontado e vencido outra do Dramático de Cascais por 25-5, estava dado o mote para aquela que se viria a tornar numa das mais emblemáticas modalidades leoninas, essa primeira equipa foi constituída por: Evaristo Ribeiro; Artur Mira e Rui Lanceiro; Fernando Nunes; Pereira de Sousa; Domingos Vicente e Joaquim Chagas, com Pinto dos Santos a suplente.
Em termos oficiais o Sporting arrancou com o andebol de sete em 1950/51 e desde logo a modalidade criou raízes profundas no clube, com a conquista, na época seguinte, do primeiro Campeonato Nacional realizado em Portugal. Inicialmente a temporada do Andebol de sete começava no verão depois de terminadas as competições do andebol de 11, o que se justificava pelo facto dos jogadores serem praticamente os mesmos.
O Sporting tornou-se na grande potência do andebol português, particularmente nas décadas de sessenta e setenta e mesmo na de oitenta, com destaque para o período de 1966 a 1973, em que foram conquistados sete Campeonatos Nacionais em oito possíveis, cinco dos quais consecutivos, com uma equipa mítica que ficou conhecida como Os Sete Magníficos.
Em 1966-67, o andebol do Sporting estreou-se nas taças europeias de clubes, competindo na Taça dos Campeões Europeus. O primeiro adversário foi o US Ivry de França, tendo a equipa leonina perdido os dois jogos (19-22 e 8-25) em tempos em que o Andebol português estava ainda longe do contacto e da experiência internacional que tem hoje.
Em 1995, os sócios do Sporting escolheram o Andebol num referendo interno sobre as modalidades de alto rendimento a manter no clube. Com essa decisão, a modalidade consolidou-se no clube passando a ser uma das suas bandeiras, em termos internos com a conquista de inúmeros títulos e também na Europa, com a conquista da primeira taça europeia do andebol português.
Em 2009-10, conquistou o seu primeiro troféu internacional nesta modalidade, batendo o MMTS Kwidzyn da Polónia na final da Taça Challenge.
Em 2016–17, o clube voltou a repetir o feito, conquistando a Taça Challenge dessa época. Após a conquista europeia, o Sporting acabaria por conquistar o Campeonato Nacional, terminando um jejum de 11 anos. Na época seguinte, o Sporting sagrou-se bicampeão nacional, sagrando-se campeão pela segunda vez consecutiva  ao bater o SL Benfica por 33–27 no Pavilhão João Rocha.

## Infraestruturas Desportivas

### Pavilhão João Rocha

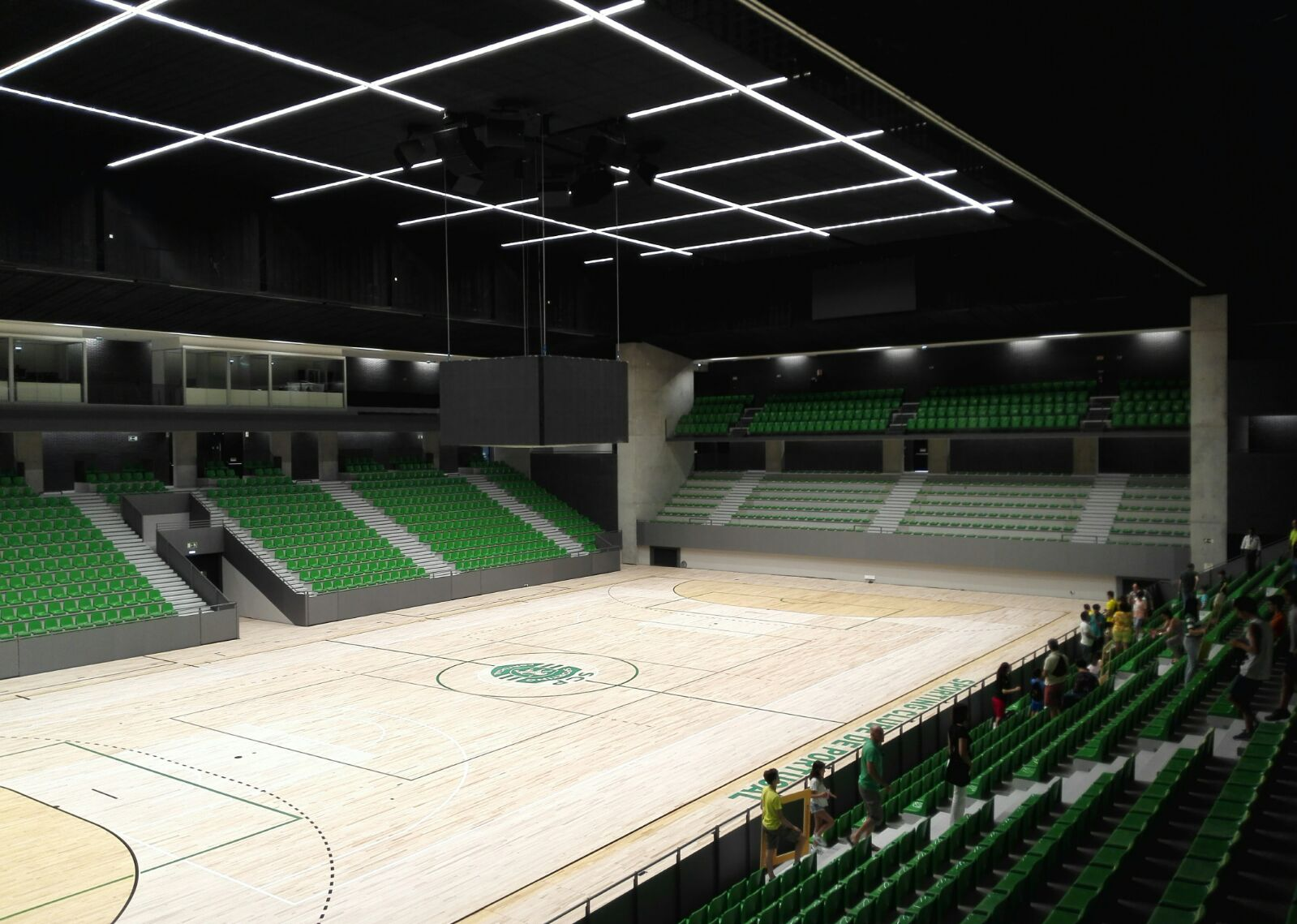
Interior do Pavilhão João Rocha.

O Pavilhão João Rocha é a casa das modalidades de alto rendimento do Sporting Clube de Portugal. Situado em Lisboa, junto ao Estádio José Alvalade, tem capacidade para 3000 pessoas, sendo o maior pavilhão do Campeonato Nacional.

## Equipamentos
| Equipamento Principal | Equipamento Alternativo | Equipamento Stromp |

## Plantel
Atualizado de acordo com o website oficial do Sporting a 7 de março de 2020.

### Jogadores
| Guarda-Redes | Guarda-Redes | Guarda-Redes  |
| Nº           | Nac.         | Nome          |
| ------------ | ------------ | ------------- |
| 16           | Eslovénia    | Aljoša Čudić  |
| 24           | Portugal     | Manuel Gaspar |
| 86           | Eslovénia    | Matevž Skok   |

| Laterais | Laterais | Laterais           |
| Nº       | Nac.     | Nome               |
| -------- | -------- | ------------------ |
| 2        | Cuba     | Pedro Valdés       |
| 5        | Portugal | Edmilson Araújo    |
| 10       | Portugal | Gonçalo Vieira     |
| 13       | Cuba     | Frankis Carol      |
| 31       | Sérvia   | Nemanja Mladenović |
| 41       | Sérvia   | Marko Vujin        |

| Centrais | Centrais | Centrais        |
| Nº       | Nac.     | Nome            |
| -------- | -------- | --------------- |
| 11       | Espanha  | Carlos Ruesga   |
| 18       | Portugal | Carlos Carneiro |

| Extremos | Extremos | Extremos          |
| Nº       | Nac.     | Nome              |
| -------- | -------- | ----------------- |
| 22       | Portugal | Francisco Tavares |
| 28       | França   | Arnaud Bingo      |
| 29       | Roménia  | Valentin Ghionea  |
| 37       | Sérvia   | Ivan Nikčević     |

| Pivots | Pivots   | Pivots      |
| Nº     | Nac.     | Nome        |
| ------ | -------- | ----------- |
| 17     | Portugal | Tiago Rocha |
| 82     | Portugal | Luís Frade  |

### Equipa técnica
| Nac.     | Nome          | Cargo             |
| -------- | ------------- | ----------------- |
| França   | Thierry Anti  | Treinador         |
| Portugal | Rui Silva     | Treinador adjunto |
| Portugal | Pedro Biscaia | Preparador físico |

## Palmarés
| Continentais | Continentais         | Continentais | Continentais |
|              | Competição           | Títulos      | Temporadas |
| ------------ | -------------------- | ------------ | --- |
|              | Taça Challenge       | 2            | 2009–10 • 2016–17 |
| Nacionais    |                      |              | |
|              | Competição           | Títulos      | Temporadas |
|              | Campeonato Nacional  | 23           | 1951–52 • 1955–56 • 1960–61 • 1965–66 • 1966–67 • 1968–69 • 1969–70 • 1970–71 • 1971–72 • 1972–73 • 1977–78 • 1978–79 • 1979–80 • 1980–81 • 1983–84 • 1985–86 • 2000–01 • 2004–05* • 2005–06* • 2016–17 • 2017–18 • 2023-2024 • 2024-2025 |
|              | Taça de Portugal     | 19           | 1971–72 • 1972–73 • 1974–75 • 1980–81 • 1982–83 • 1987–88 • 1988–89 • 1997–98 • 2000–01 • 2002–03 • 2003–04 • 2004–05 • 2011–12 • 2012–13 • 2013–14 • 2021-22 • 2022-23 • 2023-24 • 2024-25                                               |
|              | Supertaça Portuguesa | 5            | 1997–98 • 2001–02 • 2013–14 • 2022-2023 • 2023–24 |
| Regionais    |                      |              | |
|              | Competição           | Títulos      | Temporadas |
|              | Campeonato de Lisboa | 16           | 1950–51 • 1951–52 • 1952–53 • 1954–55 • 1955–56 • 1956–57 • 1957–58 • 1959–60 • 1960–61 • 1961–62 • 1962–63 • 1963–64 • 1964–65 • 1965–66 • 1967–68 • 1968–69                                                                             |

* Campeonatos conquistados durante a disputa entre Liga e Federação.

## Modalidades do Sporting Clube de Portugal
| Modalidades do Sporting Clube de Portugal | Modalidades do Sporting Clube de Portugal | Modalidades do Sporting Clube de Portugal | Modalidades do Sporting Clube de Portugal | Modalidades do Sporting Clube de Portugal | Modalidades do Sporting Clube de Portugal |
| Atualmente Praticadas                     | Atualmente Praticadas                     | Atualmente Praticadas                     | Atualmente Praticadas                     | Atualmente Praticadas                     | Atualmente Praticadas                     |
| ----------------------------------------- | ----------------------------------------- | ----------------------------------------- | ----------------------------------------- | ----------------------------------------- | ----------------------------------------- |
| Aikido                                    | Andebol                                   | Atletismo                                 | Automobilismo                             | Basquetebol                               | Bilhar                                    |
| Boxe                                      | Canoagem                                  | Capoeira                                  | Ciclismo                                  | Desporto Adaptado                         | Dressage                                  |
| Esports                                   | Futebol                                   | Futebol Feminino                          | Futebol de Praia                          | Futsal                                    | Ginástica                                 |
| Golfe                                     | Hóquei em Patins                          | Horseball                                 | Surf                                      | Judo                                      | Karaté                                    |
| Kickboxing                                | Krav maga                                 | Natação                                   | Padel                                     | Paintball                                 | Pesca Desportiva                          |
| Polo Aquático                             | Remo                                      | Rugby                                     | Taekwondo                                 | Ténis                                     | Ténis de Mesa                             |
| Tiro à Bala                               | Tiro com Arco                             | Triatlo                                   | Voleibol                                  | Xadrez                                    |                                           |